# Gulyás Menyhért

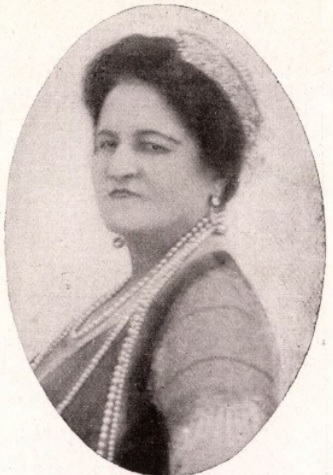
Gulyás Menyhértné, Székely Renée portréja a Magyar színművészeti lexikonban (1929)

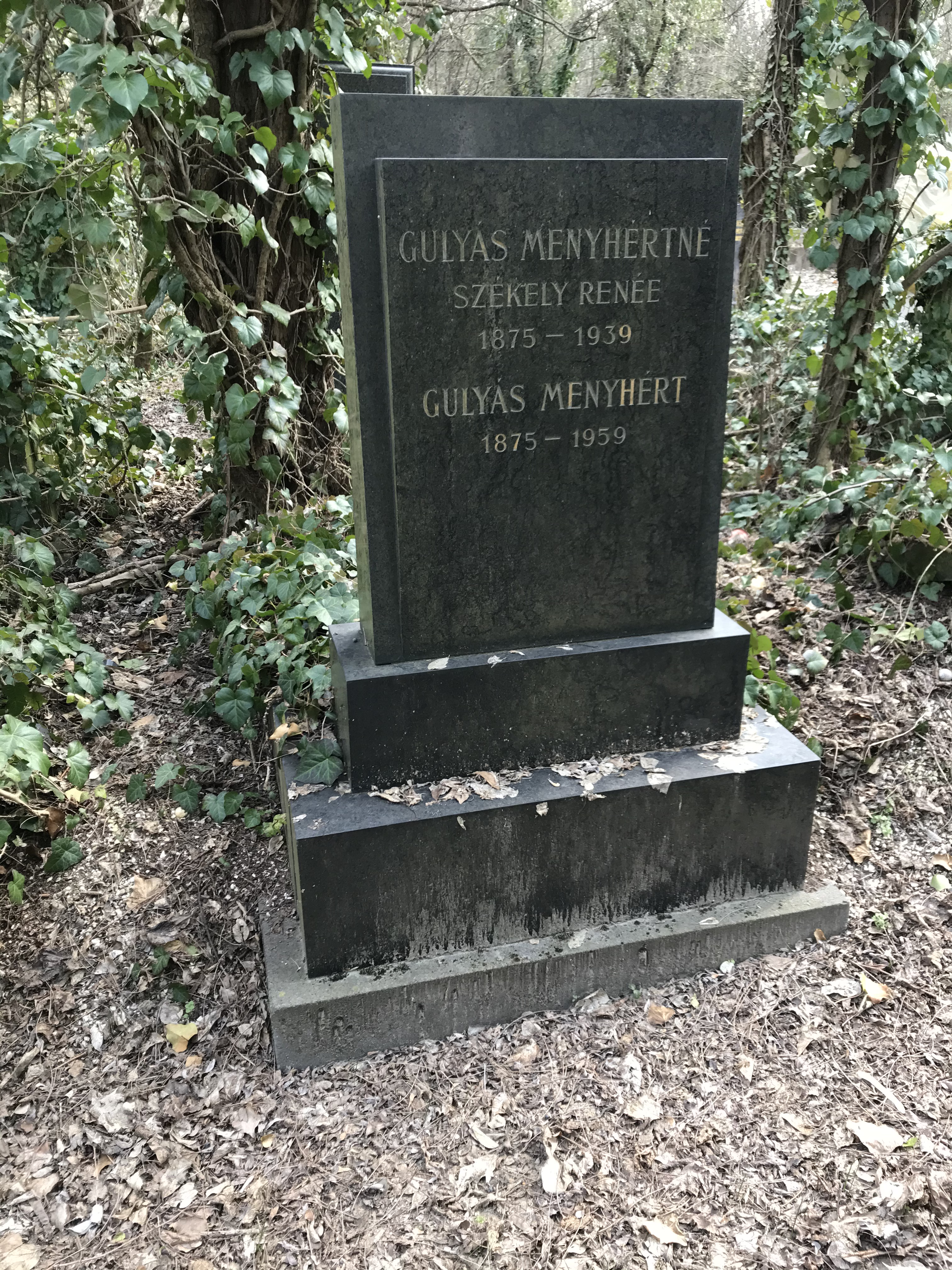
Sírja a Kozma utcai izraelita temetőben

Gulyás Menyhért, született Goldberger Mandel (Nagyvárad, 1875. január 29. – Budapest, Ferencváros, 1959. március 31.) színész, rendező, színigazgató.

## Életútja
Goldberger Márkus és Grosz Betti fia. Szülei kereskedőnek szánták, azonban E. Kovács Gyula a Hinkó, a hóhérlegényben 1890-ben nyújtott felejthetetlen alakítását látva elhatározta, hogy a színészi pályára lép. 1895-től Rákosi Szidi színiiskolájában tanult, s kezdetben drámai szerepkörre készült, csupán később tért át az operettszerepekre. Még növendékként megmutatkozott rendezői tehetsége is. 1897-ben Szabadkán lépett fel először Pesti Ihász Lajosnál a Gyimesi vadvirágban mint Balánka János. Ekkor cselszövőszínész és siheder szerepekben volt látható. Játszott vidéken, 1901–02-ben Sátoraljaújhelyen, 1903–04-ben Székesfehérváron, 1904–05-ben Marosvásárhelyen, 1905–07-ben Munkácson, 1907–08-ban Miskolcon, 1908 és 1914 között Kecskeméten. Részt vett az első világháborúban. 1916-tól 1919-ig Székesfehérváron, 1921–22-ben Újpesten, 1923–24-ben Szegeden, 1924–25-ben Pécsett játszott és mint rendező is működött.
Igazgatói voltak Mezei Kálmán, Rakodczay Pál (Szatmár), Palágyi Lajos (Miskolc), Mariházy Miklós (Kecskemét), Halasi Béla, Dobó Sándor (Győr), Andor Zsigmond (Szeged), Asszonyi László (Pécs), Fodor Oszkár, Szabó Ferenc, Kiss Árpád (Szatmár). Rendezőként ötletes, jól fegyelmezett előadásokat szervezett. 1925-ben kapott színigazgatói engedélyt. 1925–1931 között Nyíregyházán, 1927–28-ban Kecskeméten, 1928 és 1933 között Kaposvárott, 1930–33-ban Békéscsabán szerepelt, majd ezt követően nyugdíjba vonult. Sokáig tagja volt a Országos Színészegyesület tanácsának, fegyelmi bíróságának és vizsgáztató bizottságának is. Az 1930-as évek végétől hozott zsidótörvények miatt nem léphetett színpadra.

### Magánélete
Házastársa Székely René (1875–1939) színésznő volt.

## Szerepei

### Színházi szerepei
- Lehár Ferenc: A drótostót – Pfefferkorn
- Hervé: Nebáncsvirág – Celestin
- Katona József: Bánk bán – Biberách
- Kálmán Imre: Tatárjárás – Wallenstein
- Rostand: A sasfiók – Metternich

### Filmszerepei
- Az okos mama (1935) – vendég Kállayéknál
- Szenzáció! - A késdobáló (1936) – cirkuszi pénztárnál sorakozó férfi
- Lovagias ügy (1937) – Barta bácsi, konzervgyári tisztviselő
- Pesti mese (1937) – tanuló
- Viki (1937) – vendég a megyebálon
- Szerelemből nősültem (1937) – vendég a bárban
- Háromszázezer pengő az utcán (1937) – üzletember
- A harapós férj (1937) – Ilosvay barátja
- Te csak pipálj, Ladányi! (1938) – takarékbanki tisztviselő
- A döntő pillanat (1938) – színész
- Péntek Rézi (1938) – hitelező
- Azurexpress (1938) – szakállas utas a vonaton
- A hölgy egy kissé bogaras (1938) – Enyedi cégvezető
- Rozmaring (1938) – vendég az Admiral bárban
- A pusztai királykisasszony (1938) – vendég a szállodában
- János vitéz (1938) – parasztbácsi
- Halálos tavasz (1939) – játékos a kaszinóban
- Pénz beszél... (1940) – Bernát hitelezője
- Erzsébet királyné (1940) – gróf Barkóczy János
- Dankó Pista (1940) – vendég az orosz mulatóban
- Zárt tárgyalás (1940) – vendég
- Cserebere (1940) – látogató a múzeumban

## Fontosabb rendezései
- Charles Gounod: Faust
- Edmond Rostand: A sasfiók
- Giuseppe Verdi: Az álarcosbál
- Karel Čapek: R.U.R.
- Pietro Mascagni: Parasztbecsület